# Krzyworzeka (Łódź)
Pour les articles homonymes, voir Krzyworzeka.
Krzyworzeka est une localité polonaise de la gmina de Mokrsko, située dans le powiat de Wieluń en voïvodie de Łódź.